# Juan Manuel Cerúndolo
Juan Manuel Cerúndolo (Buenos Aires, 15 november 2001) is een Argentijns tennisser. Zijn broer Francisco Cerúndolo is ook een proftennisser.

## Carrière
Cerúndolo maakte zijn profdebuut in 2018 en won zijn eerste challenger in 2021 waar hij er meteen drie won. Hij wist dat jaar ook voor het eerst een ATP-toernooi te winnen op de ATP Córdoba tegen de Spanjaard Albert Ramos Viñolas. Aan het einde van het seizoen werd hij geselecteerd voor de Next Generation ATP Finals. In 2022 won hij nog twee challengers, hij nam ook deel aan de Australian Open waar hij in de eerste ronde verloor.

## Palmares
| Legenda                       | Legenda               |
| ----------------------------- | --------------------- |
| Grand Slam                    |                       |
| Olympische Spelen             |                       |
| tot 2009                      | vanaf 2009            |
| Tennis Masters Cup            | ATP Finals            |
| ATP Masters Series            | ATP Tour Masters 1000 |
| ATP International Series Gold | ATP Tour 500          |
| ATP International Series      | ATP Tour 250          |

### Enkelspel
| Nr.                             | Datum             | Toernooi     | Ondergrond | Tegenstander in finale | Score         | Details |
| ------------------------------- | ----------------- | ------------ | ---------- | ---------------------- | ------------- | ------- |
| gewonnen finales herenenkelspel |                   |              |            |                        |               |         |
| 1.                              | 28 februari 2021  | ATP Córdoba  | Gravel     | Albert Ramos Viñolas   | 6-0, 2-6, 6-2 | details |
| verloren finales herenenkelspel |                   |              |            |                        |               |         |
| gewonnen challengers            |                   |              |            |                        |               |         |
| 1.                              | 2 mei 2021        | Rome         | Gravel     | Flavio Cobolli         | 6-2, 3-6, 6-3 |         |
| 2.                              | 5 september 2021  | Como         | Gravel     | Gian Marco Moroni      | 7-5, 7-6      |         |
| 3.                              | 12 september 2021 | Banja Luka   | Gravel     | Nikola Milojević       | 6-3, 6-1      |         |
| 4.                              | 2 oktober 2022    | Buenos Aires | Gravel     | Camilo Ugo Carabelli   | 6-4, 2-6, 7-5 |         |
| 5.                              | 23 oktober 2022   | Coquimbo     | Gravel     | Facundo Díaz Acosta    | 6-3, 3-6, 6-4 |         |
| 6.                              | 8 januari 2023    | Tigre-1      | Gravel     | Murkel Dellien         | 4-6, 6-4, 6-2 |         |
| 7.                              | 15 januari 2023   | Tigre-2      | Gravel     | Jesper de Jong         | 6-3, 2-6, 6-2 |         |

## Resultaten grote toernooien
| Legenda | Legenda                          |
| ------- | -------------------------------- |
| g.t.    | geen toernooi gehouden           |
| l.c.    | lagere categorie                 |
| –       | niet deelgenomen                 |
| G       | uitgeschakeld in de groepsfase   |
| 1R      | uitgeschakeld in de eerste ronde |
| 2R      | uitgeschakeld in de tweede ronde |
| 3R      | uitgeschakeld in de derde ronde  |
| 4R      | uitgeschakeld in de vierde ronde |
| KF      | uitgeschakeld in de kwartfinale  |
| HF      | uitgeschakeld in de halve finale |
| F       | de finale verloren               |
| W       | het toernooi gewonnen            |
| w-v     | winst/verlies-balans             |

### Enkelspel
| toernooi            | 2021 | 2022 |
| ------------------- | ---- | ---- |
| Grandslamtoernooien |      |      |
| Australian Open     | –    | 1R   |
| Roland Garros       | –    | –    |
| Wimbledon           | –    | –    |
| US Open             | –    | –    |
| Statistieken        |      |      |
| titels per jaar     | 1    | 0    |
| eindejaarsranking   | 90   |      |